# Cristal Arena
Cristal Arena je víceúčelový sportovní stadion v Genku, na němž hraje své domácí zápasy belgický fotbalový klub KRC Genk a občas jej využívá i belgická fotbalová reprezentace. Před sezónou 2007/08 byl znám jako „Fenixstadion“. V červnu 2007 klub podepsal pětiletou smlouvu s pivovarnickou skupinou Alken-Maes o pronájmu jména Cristal (Cristal Alken je belgické pivo plzeňského typu).